# Рикхардур Йонссон
Рикхардур Йонссон (исл. Ríkharður Jónsson; 12 ноября 1929, Акранес, Исландия — 14 февраля 2017) — исландский футболист, нападающий. Легенда исландского клуба «Акранес».

## «Фрам» и «Акранес»
Начал карьеру в столичном «Фраме» в 1947 году. В 1951 перешёл в «Акранес». На позиции нападающего сыграл за клуб 185 матчей и забил 139 мячей в чемпионате Исландии. Завершил карьеру в 1965 году.

## Сборная Исландии
Дебютировал в сборной 24 июля 1947 года в матче против Норвегии (2:4). В матче с Финляндией (2 июля 1948 года) он забил свои первые два мяча в сборной (2:0). 29 июня 1951 года нападающий забил 4 мяча в ворота Швеции (4:3). В отборочных турнирах исландец сыграл 12 матчей (4 — чемпионат мира, 2 — чемпионат Европы, 6 — Олимпийские игры) и забил 5 мячей (2, 2, 1). Свой последний матч за сборную сыграл 9 августа 1965 года против второй сборной Ирландии (0:0). Всего за сборную футболист сыграл 33 матча и забил 17 мячей, которые позволяли ему до 2006 года возглавлять список лучших бомбардиров сборной Исландии.

## Достижения
- Чемпион Исландии: 1947, 1951, 1953, 1954, 1957, 1960
- Лучший бомбардир чемпионата Исландии: 1955